# Georges Blanchard (général)
 (octobre 2021).
Si vous disposez d'ouvrages ou d'articles de référence ou si vous connaissez des sites web de qualité traitant du thème abordé ici, merci de compléter l'article en donnant les références utiles à sa vérifiabilité et en les liant à la section « Notes et références ».
Pour les articles homonymes, voir Blanchard, Georges Blanchard (homonymie) et Jean Blanchard.
Ne pas confondre avec le Georges Eugène Blanchard, un autre général français.
Georges Maurice Jean Blanchard, né le 9 décembre 1877 à Orléans et mort le 22 novembre 1954 à Neuilly-sur-Seine, est un général français commandant la 1re armée française en 1940 lors de la campagne des 18 jours et la bataille de France.

## Biographie

Remise de la décoration de Chevalier de la Légion d’Honneur au Capitaine Louis Gindre par le Général Blanchard, Commandant la 7e Région, le 7 février 1938 à Besançon.

Georges Maurice Jean Blanchard naît le 9 décembre 1877 à Orléans, de Georges Charles Blanchard, capitaine, et Marie Louise Julie Pitou, son épouse.
Il est issu d'une famille de graveurs et d'artistes depuis le début du XIXe siècle. Certains ont reçu le premier grand prix de Rome.
Engagé volontaire en août 1897, il entre à l'École polytechnique et fait l'École d'application de l'artillerie et du génie en 1899. Il entre à l’École supérieure de guerre en 1913. Il est capitaine au 56e régiment d'artillerie à la déclaration de guerre en 1914. Il participe aux combats de Morhange, Lunéville, Gerbéviller, la Woëvre, Ypres, et est gazé en mars 1918. Il est à l’état-major du 16e corps armée en mars 1915 puis à celui de la 4e Armée en juillet. Il entre au cabinet du maréchal Joffre en mai 1918. Celui-ci dit de lui : « l'estime pour ce remarquable officier, pour sa valeur intellectuelle et morale, ne fait que croître quand on le connaît davantage. »[réf. nécessaire]
Il est colonel du 181e régiment d'artillerie puis membre de l'état-major de l'armée française du Rhin entre 1927 et 1930, Blanchard devient chef d'État-Major du général Adolphe Guillaumat cette même année et le reste jusqu'en 1932. Promu alors général, il devient commandant de l'artillerie de la deuxième région militaire puis commandant de la septième région militaire en 1935 et le reste jusqu'en 1938. Il est alors jusque 1939 membre du Conseil supérieur de la guerre, directeur du Centre des hautes études militaires et inspecteur général des centres d'enseignement militaire supérieur.
Le 2 septembre 1939, au lendemain du commencement de la Seconde Guerre mondiale, Blanchard devient le commandant de la 1re armée avec le grade de général d’armée. La 1re armée se bat contre les blindés allemands lors des batailles de Hannut puis de Gembloux qui se soldent par une victoire tactique française mais l'armée est contrainte de se replier sur Lille à la suite de la retraite d'autres formations militaires. La 1re armée française participe ensuite au siège de Lille. À la suite de la mort du général Gaston Billotte le 23 mai, Blanchard est nommé commandant du 1er groupe d'armées et le reste jusqu'à sa dissolution six jours plus tard. C’est sous ses ordres que les armées françaises vont avec succès accompagner le retrait du corps expéditionnaire britannique vers Dunkerque. Il est le premier à apprendre par un appel radio du roi Léopold III de Belgique que l'armée belge, à bout de force et de munitions, est au bord de l'effondrement qui va conduire à sa reddition le 28 mai 1940. Cet appel a été enregistré par le service français d'écoute radio du colonel Thierry.
Pour sa part, Marc Bloch, témoin en tant que capitaine dans son état-major, dans L'Étrange Défaite, ne loue pas son courage ou son aptitude à la retraite mais décrit explicitement son envie de capituler.
Sous le régime de Vichy, Blanchard est inspecteur des neuvième et douzième régions militaires avant de prendre sa retraite au cours de l'année 1940. Il meurt à Neuilly le 22 novembre 1954.

## Décoration
- Grand-croix de la Légion d'honneur en juin 1940[2] par Paul Reynaud sur recommandation du général Maxime Weygand
- Croix de Guerre 1914-1918
- Croix de Guerre 1939-1945
- Croix de guerre Belge
- Commandeur du British Empire
- Officier de l’Ordre de Léopold
- Grand Officier de Polonia Restituta
- Ordre Royal de la Couronne Yougoslave du 2e degré
- Citoyen d'Honneur de Gembloux